# Подрає
Подрає (пол. Podraje) — село в Польщі, у гміні Новий Корчин Буського повіту Свентокшиського воєводства.
Населення — 82 особи (2011).
У 1975-1998 роках село належало до Келецького воєводства.

## Демографія
Демографічна структура на день 31 березня 2011 року:
|          | Загалом | Допрацездатний вік | Працездатний вік | Постпрацездатний вік |
| -------- | ------- | ------------------ | ---------------- | -------------------- |
| Чоловіки | 40      | 9                  | 25               | 6                    |
| Жінки    | 42      | 6                  | 25               | 11                   |
| Разом    | 82      | 15                 | 50               | 17                   |